# Chastellux-sur-Cure
Chastellux-sur-Cure är en kommun i departementet Yonne i regionen Bourgogne-Franche-Comté i norra Frankrike. Kommunen ligger i kantonen Quarré-les-Tombes som tillhör arrondissementet Avallon. År 2022 hade Chastellux-sur-Cure 131 invånare.

## Befolkningsutveckling
Antalet invånare i kommunen Chastellux-sur-Cure
| Referens: INSEE |